# Аферисти Дік та Джейн розважаються (фільм, 1977)
«Аферисти Дік та Джейн розважаються» (англ. Fun with Dick and Jane) — комедійний фільм 1977 року з Джейн Фонда і Джорджем Сігалом у головних ролях. В радянському кінопрокаті фільм йшов під назвою «Забавні пригоди Діка і Джейн» (рос. Забавные приключения Дика и Джейн).
Імена персонажів походять із серії дитячих навчальних книжок про Діка і Джейн, а назва фільму взята з назви однієї з книжок серії.

## Сюжет
Історія розпочинається з раптового звільнення аерокосмічного інженера Діка Гарпера його босом Чарлі Бланшаром. Фінансові проблеми, які раптом виникли перед подружжям Діка і Джейн, вони намагаються вирішити незаконним шляхом, що породжує низку кумедних ситуацій, кульмінацією яких стає помста Чарлі Бланшару.

## У ролях
| Актор        | Роль                        |
| ------------ | --------------------------- |
| Джордж Сігал | Дік Гарпер                  |
| Джейн Фонда  | Джейн Гарпер                |
| Ед Макмехон  | Чарлі Бланшар               |
| Дік Готьє    | доктор Вілл                 |
| Аллан Міллер | менеджер кредитної компанії |
| Джон Денер   | батько Джейн                |
| Мері Джексон | мати Джейн                  |

## Ремейк
2005 року був знятий одноіменний ремейк з Джимом Керрі і Теа Леоні у головних ролях.